# (3676) Hahn
(3676) Hahn es un asteroide perteneciente al cinturón de asteroides, descubierto el 3 de abril de 1984 por Edward Bowell desde la Estación Anderson Mesa (condado de Coconino, cerca de Flagstaff, Arizona, Estados Unidos).

## Designación y nombre
Designado provisionalmente como 1984 GA. Fue nombrado Hahn en honor al químico alemán Otto Hahn.